# 旭日旗

十六条旭日旗（陆军用）

旭日旗（日语：／ Kyokujitsu-ki）是一面以太阳和阳光为图案的旗帜。 旭日旗有多种样式，最著名的旗帜是在22.5度处开有16道光线的旗帜。还有其他带有各种射线的旗帜，如4、8、12和24条纹。作为日本文化的旭日。 旭日旗的设计与日升旗的设计一样，代表着太阳。这种设计在日本已广泛沿用了很长时间。
旭日旗在历史上為大名和日本军队所用，特别是日本帝国陆军和海军。该旗在日本称为十六条旭日旗，于1870年5月15日首次作为战旗使用。在第一次世界大战期间，旭日旗的设计暂时作为陆军战斗机的国籍标志。旭日旗在后来的第二次世界大战中继续沿用。第二次世界大战后，根据1954年颁布的自卫队法令要求，海上自卫队的自卫队旗和陆上自卫队的自卫队旗（团旗）采用了旭日图案。此后，旭日样式设计的自卫队旗在国际活动中广泛登场，如日本与他国的联合军演中。
因旭日旗在第二次世界大战中為日军所用，往往在政治上被视为日本军国主义的象征。不過在今天的日本，旭日旗的设计則含義多元，仍運用于日常生活的各个方面，如大渔旗、出生、节日、节庆和婚礼。此外，日本旭日旗样式的设计在世界中的其他国家同样有使用，如北马其顿共和国的旗帜、美国亞利桑那州的旗帜、委内瑞拉拉腊州旗帜等。以及广告、游戏、时尚设计领域中日本旭日样式，在世界中的其他国家同样采用，比如美國就常常直接拿來採用在自軍上，如果是中、韩两国，則时常在网友中引起争议，但當地政府態度往往比較模糊。日本則是主張旭日旗由來已久，不應過度政治化。

## 歷史

### 大日本帝國陸軍联队旗
太阳居中的旭日旗——也即大日本帝国陆军的“联队旗”，是在联队（团级部队）编成时由天皇赐与的，是联队的象征。联队旗除了是所谓“联队团结”的象征之外，更是天皇神格化的象征。
天皇在宫中将军旗授予新成立联队的联队长时，照例发表如下的敕语：“兹宣布步兵第XX联队建制完成。尔等军人必须协力同心，以宣扬武威，保卫国家。”然后，联队长宣誓：“谨奉明敕。臣等定将尽死力，誓死保卫国家。”依据明治宪法规定，军队的指挥权、统率权属于天皇。而天皇亲授的军旗乃是代表天皇的旗帜，联队长以下全员必须对军旗致以最高敬礼。
因此，日军官兵对军旗的敬重达到登峰造极的地步：行军时，军旗装在旗套之中；而在正式的操典之时，擎出的是象征军旗的旗杆、旗冠与流苏。由於聯隊旗不會有另一面，因此不容許老化及修理，和普通的軍旗不同。战时日军的新闻检查制度曾明确规定，军旗不能在报刊上公开出现。随着日本投降，联队旗被废止，其後成立的陆上自卫队亦使用经过重新设计的军旗。
| 大日本帝国陆军联队旗 |
| 大日本帝国陆军联队旗 |

### 大日本帝國海軍的军舰旗

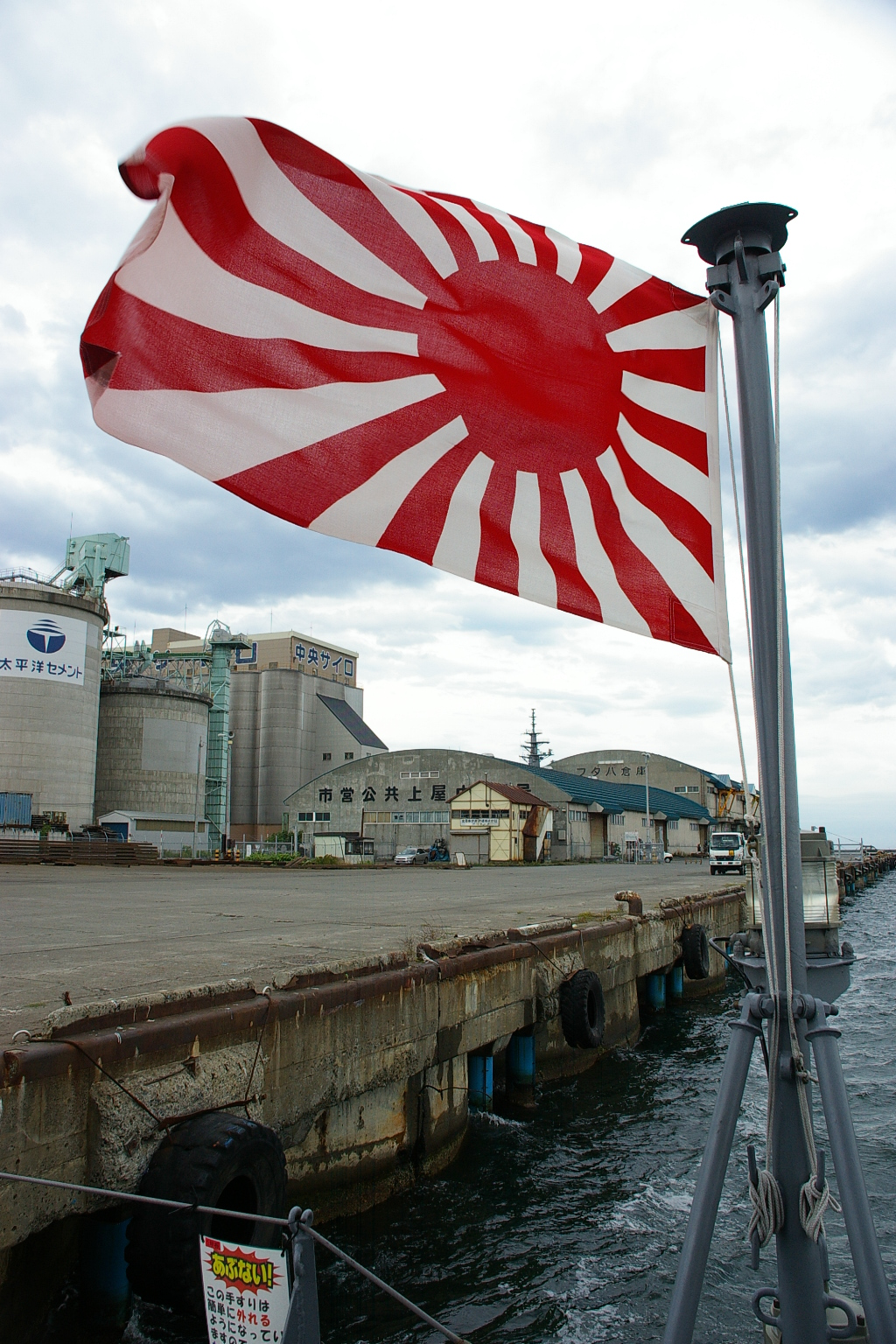
悬挂在初雪型护卫舰舰尾的自卫队旗

1889年（明治22年）10月7日于《海军旗章条例》中确定大日本帝国海军的军舰旗为十六条旭日旗。
| 大日本帝国海军军舰旗 |
| 大日本帝国海军军舰旗 |

### 海上自衛隊的军舰旗

#### 战后
在日本接受波茨坦宣言以后，大日本帝国海军解体，同时日本的军舰旗亦不复存在。其后，随着警备队的创立，1952年（昭和27年）「警备队旗」（白地的中央加上红色的樱花（サクラ），加上蓝色的7个横间）制定。后来于1954年（昭和29年）6月《自卫队法施行令》（昭和29年政令第179号）制定为与帝国海军同样规格的“自卫队旗”。
自卫舰旗是根据自卫舰旗授与式由内阁总理大臣授予，而舰只除籍后或改成支援船的区分变更的时候需要归还。自卫舰旗与陆军的军旗（联队旗）在很多相似的地方，但在国际法上，自卫舰旗的主要功能是表示国籍，而联队旗是在编成时由天皇赐予的，是联队的象征。由于联队旗不会有另一面，因此不容许老化及修理，和普通的军旗不同。军舰旗是消耗品，在舰内通常有多面备用，并要经常在显眼的地方悬挂。同時，不像军旗需要在战斗中特别保护，因此在炮火攻击下一转眼就可能消失。但如果军舰旗在战斗中损伤，在尽可能的情況快速更换即可。

#### 使用
一般操作上，日章旗（日本国旗）悬挂在舰首，而旭日旗悬挂在舰艉。按惯例，船只航行中舰首不悬挂旗帜，故在舰尾悬挂旭日旗以示国籍。
日本海上自卫队礼式规则（昭和40年5月24日海上自卫队联第33号）第21條（自卫舰旗悬挂及下降的場合），自卫舰需要定时悬挂及降下自卫舰旗，在指定時間10秒前以喇叭号令「注意」及后演奏一次国歌君之代（海上自卫队与帝国海陆两军的喇叭谱相同，却不同于陆上自卫队及航空自卫队使用的君之代乐谱），位于后甲板附近的舰桥上的当值士官需要对自卫舰旗举手敬礼。舰桥及露天甲板的人，亦需要向自卫舰旗举手敬礼，而其他地方的人需以立正姿势敬礼。在岸上的海上自卫官如目睹自卫舰旗悬挂及降下，应停止动作，向该自卫舰旗敬禮。音乐队乘坐的自卫舰，并与外国军舰同时停泊，在定时悬挂及下降自卫舰旗並演奏「国歌」后，需以外国军舰的首席指挥官的先任顺序逐次向該国演奏其国歌1次。但在外国的港湾停泊时，需先演奏该国的「国歌」。自卫舰与外国军舰同时停泊，在定时的悬挂及下降自卫舰旗的時候，如听到外国军舰演奏「国歌」，又或自卫舰演奏外国的国歌，舰桥及露天甲板的人需向自卫舰旗或该国的军舰旗举手敬礼，其他地方的人需起立及以立正姿勢敬礼。悬挂方式上，海上自卫队与外国的海军基本基本相同。关于海上自卫队自卫舰旗相关的礼式，參考海上自卫队之礼式。
同時，军舰以外的船舶，对军舰表示敬意时将悬挂的国旗半下敬礼（半旗）是通例。接受的军舰半下军舰旗还礼，其后，用信号旗打出「祈愿航行安全」的讯息。

#### 设计

另一版本的更精细的结构图

大日本帝国陆军联队旗（结构图）

自卫舰旗制作规范如下：
纵横比：2:3
日章的直径：纵的2分之1
日章的中心位置：旗的中心靠左的左边6分之1的地方
光线的幅・间隔：日章的中心每11.25度擴散
质地：麻加尼龙
彩色：白色底色，日章及光线为红色
| 大日本帝国海军军舰旗 |
| 大日本帝国海军军舰旗 |

| 海上自卫队军舰旗 |
| 海上自卫队军舰旗 |

| 海军大将旗 |
| 海军大将旗 |

| 海军中将旗 |
| 海军中将旗 |

| 海军少将旗 |
| 海军少将旗 |

| 海军代将旗 |
| 海军代将旗 |

| 海军司令旗 |
| 海军司令旗 |

| 海军高级军官旗 |
| 海军高级军官旗 |

### 陆上自卫队队旗

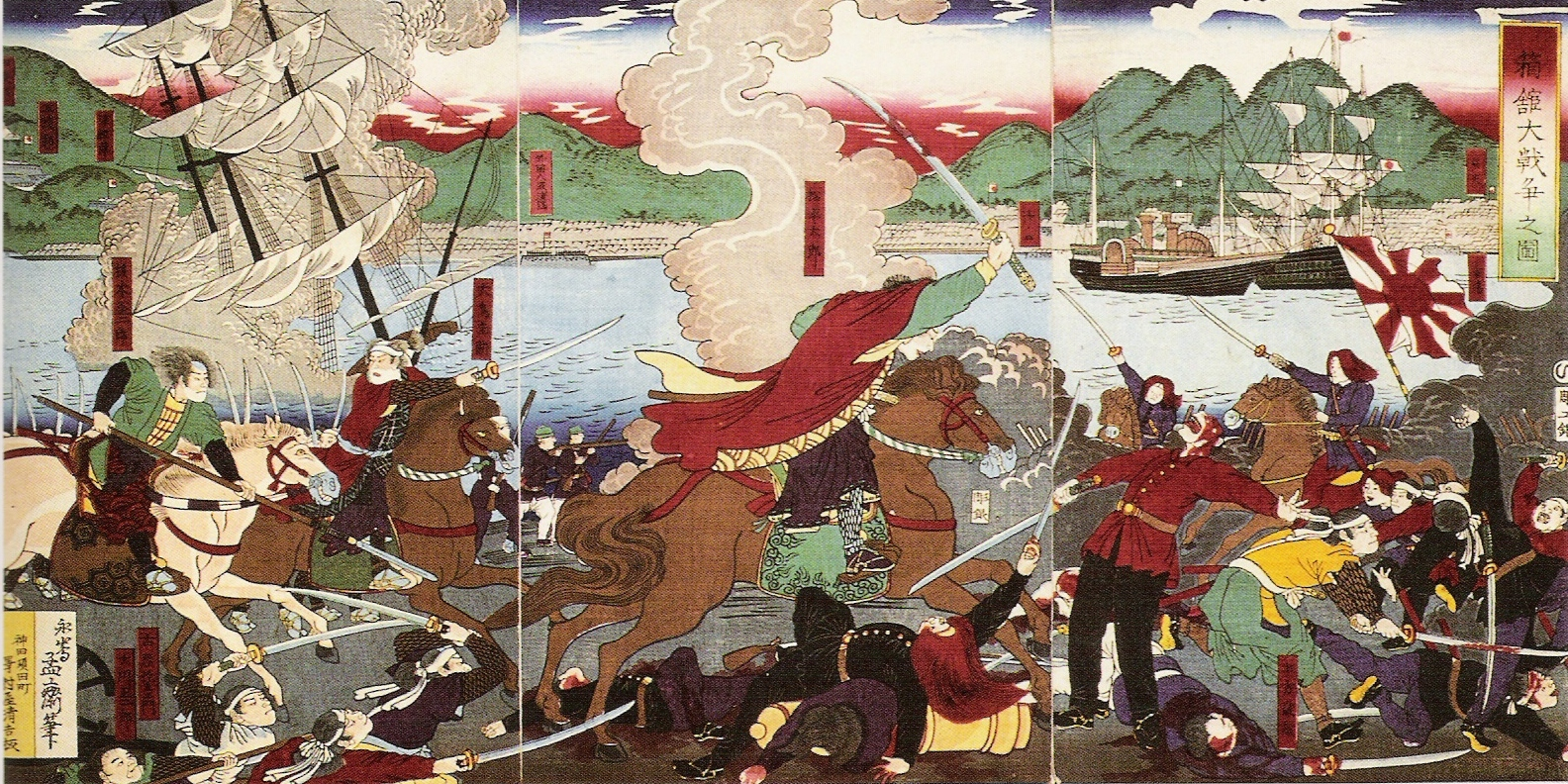
《箱馆大战争之图》中的八条旭日旗

1954年，日本自卫队组建时陆上自卫队采用了与十六条光芒同时期出现的八条旭日旗，经驻日盟军总司令批准。这一设计可在1880年描绘箱馆战争的《箱馆大战争之图》见到。
| 陆上自卫队队旗（八條旭日旗） |
| 陆上自卫队队旗（八條旭日旗） |

## 争议
此标志曾为日本帝国军队所用，使人联想日本军国主义和日軍战争罪行，在东亚，特別是在曾被日本殖民或侵入的地区引起激烈抵触。不过在美国则是作为代表日本文化的标志，文艺作品中也十分常见。
韩国则是争议两极，韩议会委员会曾要求2020年东京夏季奥运会的组织者禁止在体育赛体育运动升起旭日旗。据韩国国会议员安敏淑说，这不是一个和平的奧林匹克运动会。组织者则拒绝禁止会场悬挂国旗。2019年9月，中华人民共和国要求赔偿民事协会致函国际奥委会以禁止旭日旗。

## 类似旗帜
在世界上旭日样式的设计十分常见。如北马其顿国旗，委内瑞拉旗帜和美国军队代表图案。

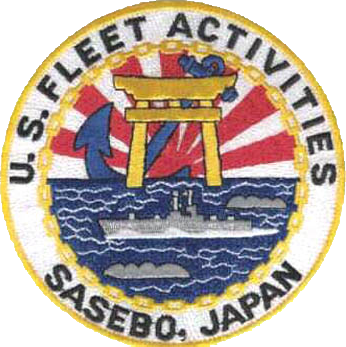
佐世保基地的旭日旗图样
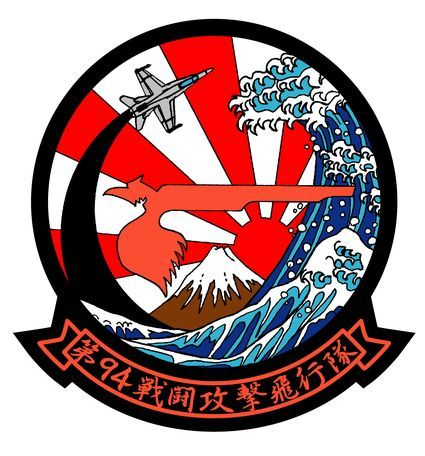
第94攻击战斗机中队
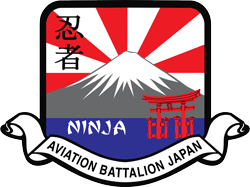
驻日美国陆军航空营
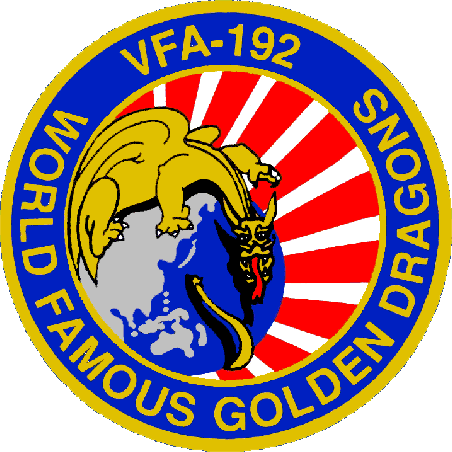
第192战斗攻击机中队
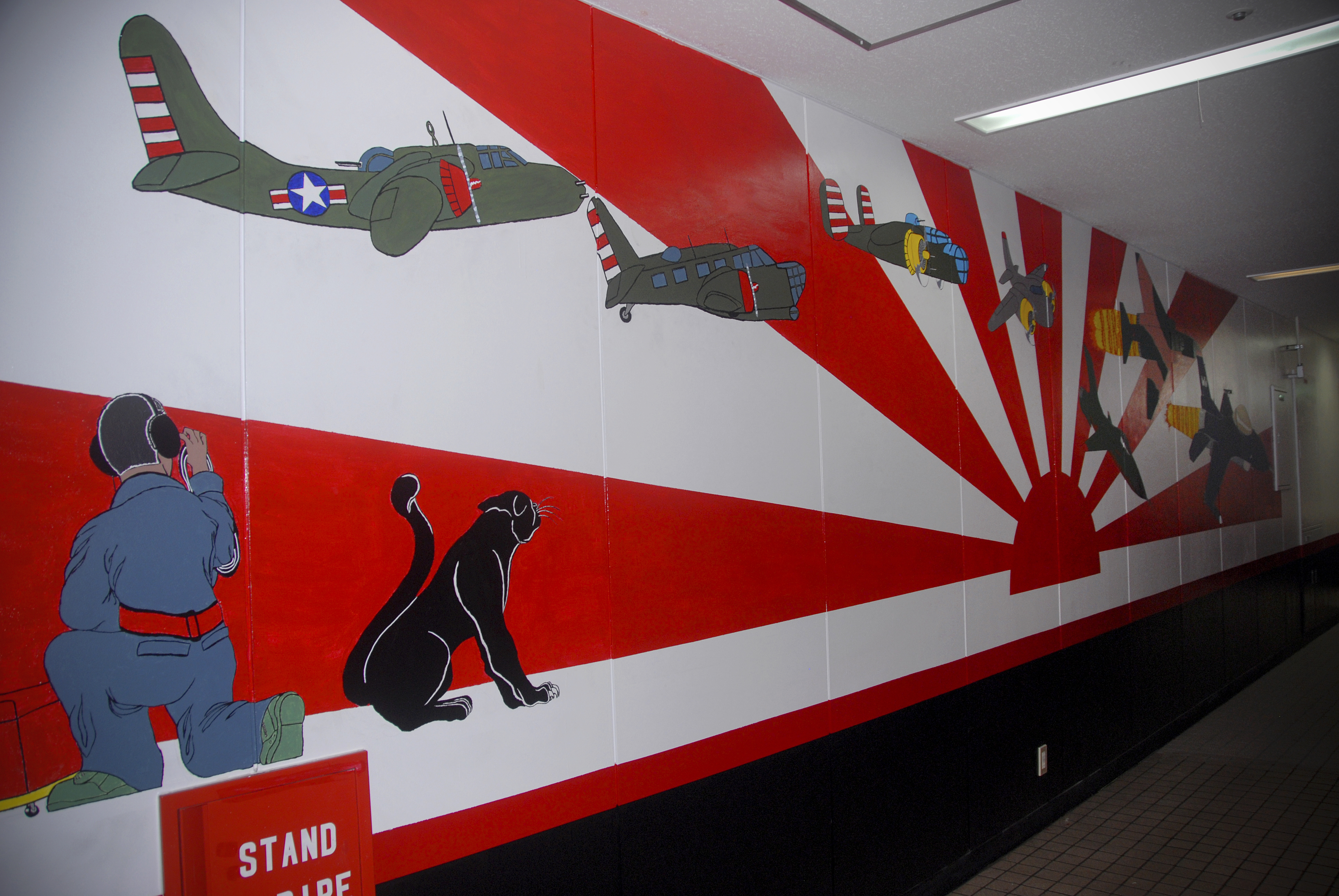
三泽基地
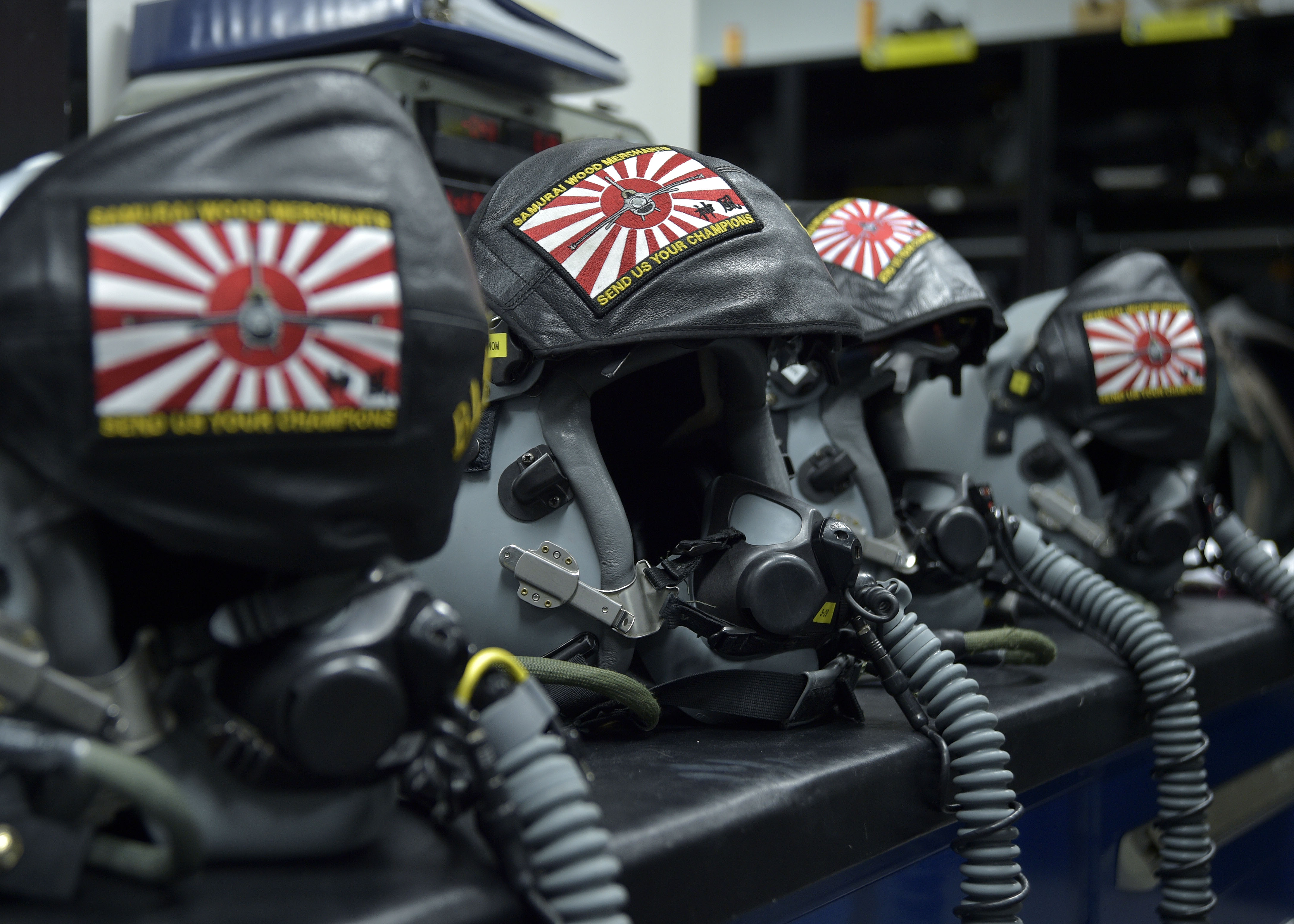
美国第十四航空队
朝日新闻社旗帜
北马其顿国旗
委内瑞拉拉腊州旗帜
克倫民族解放軍军旗